# Purola hållplats
Purola hållplats (finska: Purolan seisake) är en tidigare järnvägshållplats i Träskända i stadsdelen Wärtsilä. Den ligger mellan stationerna Saunakallio och Nuppulinna. Avståndet från Helsingfors centralstation är cirka 41 kilometer. Vid hållplatsen stannade närtrafikens tåg T och H (Helsingfors-Riihimäki). Hållplatsen lades ner i mars 2016 på grund av besparingar.